# Tour du Limousin 2013
Il Tour du Limousin 2013, quarantaseiesima edizione della corsa (trentanovesima dall'era professionistica), si svolse dal 20 al 23 agosto 2013 su un percorso di 715 km ripartiti in 4 tappe, con partenza e arrivo a Limoges. Fu vinto dallo svizzero Martin Elmiger della IAM Cycling davanti al giapponese Yukiya Arashiro e all'italiano Andrea Di Corrado.

## Tappe
| Tappa  | Data      | Percorso               | km    | Vincitore di tappa | Leader cl. generale |
| ------ | --------- | ---------------------- | ----- | ------------------ | ------------------- |
| 1ª     | 20 agosto | Limoges > Rochechouart | 168   | Martin Elmiger     | Martin Elmiger      |
| 2ª     | 21 agosto | Rochechouart > Ambazac | 185,7 | Andrea Pasqualon   | Martin Elmiger      |
| 3ª     | 22 agosto | Ussac > Chamboulive    | 182,9 | Matthieu Ladagnous | Martin Elmiger      |
| 4ª     | 23 agosto | Bourganeuf > Limoges   | 178,8 | Stéphane Rossetto  | Martin Elmiger      |
| Totale | Totale    | Totale                 | 715   |                    |                     |

## Dettagli delle tappe

### 1ª tappa
- 20 agosto: Limoges > Rochechouart – 168 km

| Pos. | Corridore         | Squadra          | Tempo    |
| ---- | ----------------- | ---------------- | -------- |
| 1    | Martin Elmiger    | IAM              | 3h56'32" |
| 2    | Yukiya Arashiro   | Europcar         | a 2"     |
| 3    | Andrea Di Corrado | Bardiani Valvole | a 12"    |

| Pos. | Corridore         | Squadra          | Tempo    |
| ---- | ----------------- | ---------------- | -------- |
| 1    | Martin Elmiger    | IAM              | 3h56'22" |
| 2    | Yukiya Arashiro   | Europcar         | a 4"     |
| 3    | Andrea Di Corrado | Bardiani Valvole | a 18"    |

### 2ª tappa
- 21 agosto: Rochechouart > Ambazac – 185,7 km

| Pos. | Corridore        | Squadra          | Tempo    |
| ---- | ---------------- | ---------------- | -------- |
| 1    | Andrea Pasqualon | Bardiani Valvole | 5h03'40" |
| 2    | Enrique Sanz     | Movistar         | s.t.     |
| 3    | Julien Simon     | Sojasun          | s.t.     |

| Pos. | Corridore         | Squadra          | Tempo    |
| ---- | ----------------- | ---------------- | -------- |
| 1    | Martin Elmiger    | IAM              | 9h00'02" |
| 2    | Yukiya Arashiro   | Europcar         | a 4"     |
| 3    | Andrea Di Corrado | Bardiani Valvole | a 18"    |

### 3ª tappa
- 22 agosto: Ussac > Chamboulive – 182,9 km

| Pos. | Corridore          | Squadra       | Tempo    |
| ---- | ------------------ | ------------- | -------- |
| 1    | Matthieu Ladagnous | FDJ           | 4h44'45" |
| 2    | Julien Simon       | Sojasun       | s.t.     |
| 3    | Antonio Parrinello | Androni Gioc. | s.t.     |

| Pos. | Corridore         | Squadra          | Tempo     |
| ---- | ----------------- | ---------------- | --------- |
| 1    | Martin Elmiger    | IAM              | 13h44'47" |
| 2    | Yukiya Arashiro   | Europcar         | a 3"      |
| 3    | Andrea Di Corrado | Bardiani Valvole | a 18"     |

### 4ª tappa
- 23 agosto: Bourganeuf > Limoges – 178,8 km

| Pos. | Corridore          | Squadra  | Tempo    |
| ---- | ------------------ | -------- | -------- |
| 1    | Stéphane Rossetto  | BigMat   | 4h21'47" |
| 2    | Guillaume Levarlet | Cofidis  | a 4"     |
| 3    | Angel Madrazo Ruiz | Movistar | s.t.     |

| Pos. | Corridore         | Squadra          | Tempo     |
| ---- | ----------------- | ---------------- | --------- |
| 1    | Martin Elmiger    | IAM              | 18h06'53" |
| 2    | Yukiya Arashiro   | Europcar         | a 3"      |
| 3    | Andrea Di Corrado | Bardiani Valvole | a 18"     |

## Classifiche finali

### Classifica generale
| Pos. | Corridore           | Squadra                          | Tempo     |
| ---- | ------------------- | -------------------------------- | --------- |
| 1    | Martin Elmiger      | IAM Cycling                      | 18h06'53" |
| 2    | Yukiya Arashiro     | Team Europcar                    | a 3"      |
| 3    | Andrea Di Corrado   | Bardiani Valvole-CSF Inox        | a 18"     |
| 4    | Sergey Lagutin      | Vacansoleil-DCM Pro Cycling Team | a 25"     |
| 5    | Yannick Martinez    | La Pomme Marseille               | a 28"     |
| 6    | Guillaume Bonnafond | Ag2r-La Mondiale                 | a 31"     |
| 7    | Pierrick Fédrigo    | FDJ                              | s.t.      |
| 8    | Arnaud Gérard       | Bretagne-Séché Environnement     | a 38"     |
| 9    | Anthony Delaplace   | Sojasun                          | a 40"     |
| 10   | Romain Lemarchand   | Cofidis                          | a 43"     |